# La evolución
A La evolución (The Evolution) az újrakiadott változata Wisin & Yandel legutóbbi nagylemezének, a La revoluciónnak. Az albumot 2009. november 23-án adták ki. Tartalmazza a La revolución album összes számát a Descará (Remix) kivételével, egy második CD-t, melyen 9 extra szám található, valamint egy bónusz DVD-t, mely tartalma eddig nem látott felvételek Wisin & Yandel világkörüli turnéjéról és videóklipek a Gracias a ti, Imagínate és Abusadora számokhoz. Az albumon közreműködik többek közt T-Pain, 50 Cent, Akon, Ednita Nazario, Enrique Iglesias, Ivy Queen, Yomo és a WY Records előadói.

## Számlista

### CD 1
| #   | Cím                                                      | Hossz |
| --- | -------------------------------------------------------- | ----- |
| 1.  | La revolución                                            | 4:10  |
| 2.  | Quítame el dolor                                         | 3:19  |
| 3.  | Encendío                                                 | 3:45  |
| 4.  | Mujeres in the club (featuring: 50 Cent)                 | 4:00  |
| 5.  | Ahí voy                                                  | 3:58  |
| 6.  | Emociones                                                | 4:04  |
| 7.  | Gracias a ti                                             | 3:52  |
| 8.  | Perfecto (featuring: Ivy Queen & Yaviah)                 | 4:22  |
| 9.  | Abusadora                                                | 2:57  |
| 10. | Ella me llama                                            | 4:14  |
| 11. | Yo lo sé                                                 | 3:45  |
| 12. | ¿Cómo quieres que te olvide? (featuring: Ednita Nazario) | 4:32  |
| 13. | Tú vives en mí                                           | 3:33  |
| 14. | Besos mojados                                            | 4:22  |

### CD 2
| #  | Cím                                                      | Hossz |
| -- | -------------------------------------------------------- | ----- |
| 1. | Sandungeo (featuring: Franco "El Gorila", Gadiel & Yomo) | 6:37  |
| 2. | Te siento                                                | 2:57  |
| 3. | Imagínate (featuring: T-Pain)                            | 4:44  |
| 4. | All up 2 you (featuring: Aventura & Akon)                | 3:38  |
| 5. | Pasan los días                                           | N/A   |
| 6. | Desapareció (featuring: Gadiel & Tico)                   | N/A   |
| 7. | Ella me llama (remix) (featuring: Akon)                  | 4:20  |
| 8. | Gracias a ti (remix) (featuring: Enrique Iglesias)       | 4:12  |
| 9. | Suavecito y despacio (featuring: Alexis & Fido)          | N/A   |

### DVD
| #  | Cím                                                 | Hossz |
| -- | --------------------------------------------------- | ----- |
| 1. | Footage of worldwide tour                           | N/A   |
| 2. | Abusadora                                           | 3:28  |
| 3. | Gracias a ti                                        | 4:34  |
| 4. | Gracias a ti" (remix) (featuring: Enrique Iglesias) | N/A   |
| 5. | Imagínate (featuring: T-Pain)                       | 4:58  |